# اوتو فون کوتسبو
اوتو فون کوتسبو (روسی: О́тто Евста́фьевич Коцебу́؛ ۳۰ دسامبر [سبک قدیمی: ۱۹] ۱۷۸۷ – ۱۵ فوریه [سبک قدیمی: ۳] ۱۸۴۶) گردشگر و پرسنل نظامی نیروی دریایی امپراتوری روسیه بود. او به دلیل اکتشافات خود در اقیانوسیه شهرت داشت